# Polícia Federal Argentina
A Policía Federal Argentina (PFA) é uma força policial nacional e polícia federal da Argentina, com destacamentos em todas as províncias do país, com uma jurisdição e organização semelhantes às da Polícia Federal do Brasil. Por conta disto, a maior parte do trabalho policial de rotina é feito pelas polícias provinciais (equivalente às polícias estaduais no Brasil), com exceção da capital federal, Buenos Aires, onde a PFA também assumia o papel de polícia local. Porem, atualmente, essas funções são exclusivas da Polícia da Cidade de Buenos Aires (PCBA).

## Histórico
A história desta força policial começa em 1580 e divide-se em três etapas. A primeira, inclui a Policía de Buenos Aires, dos primeiros três séculos até 1880. A segunda etapa (1880-1943) corresponde à Policía de la Capital, e a última, até o presente, é a PFA (desde 1943).

## Organização geral

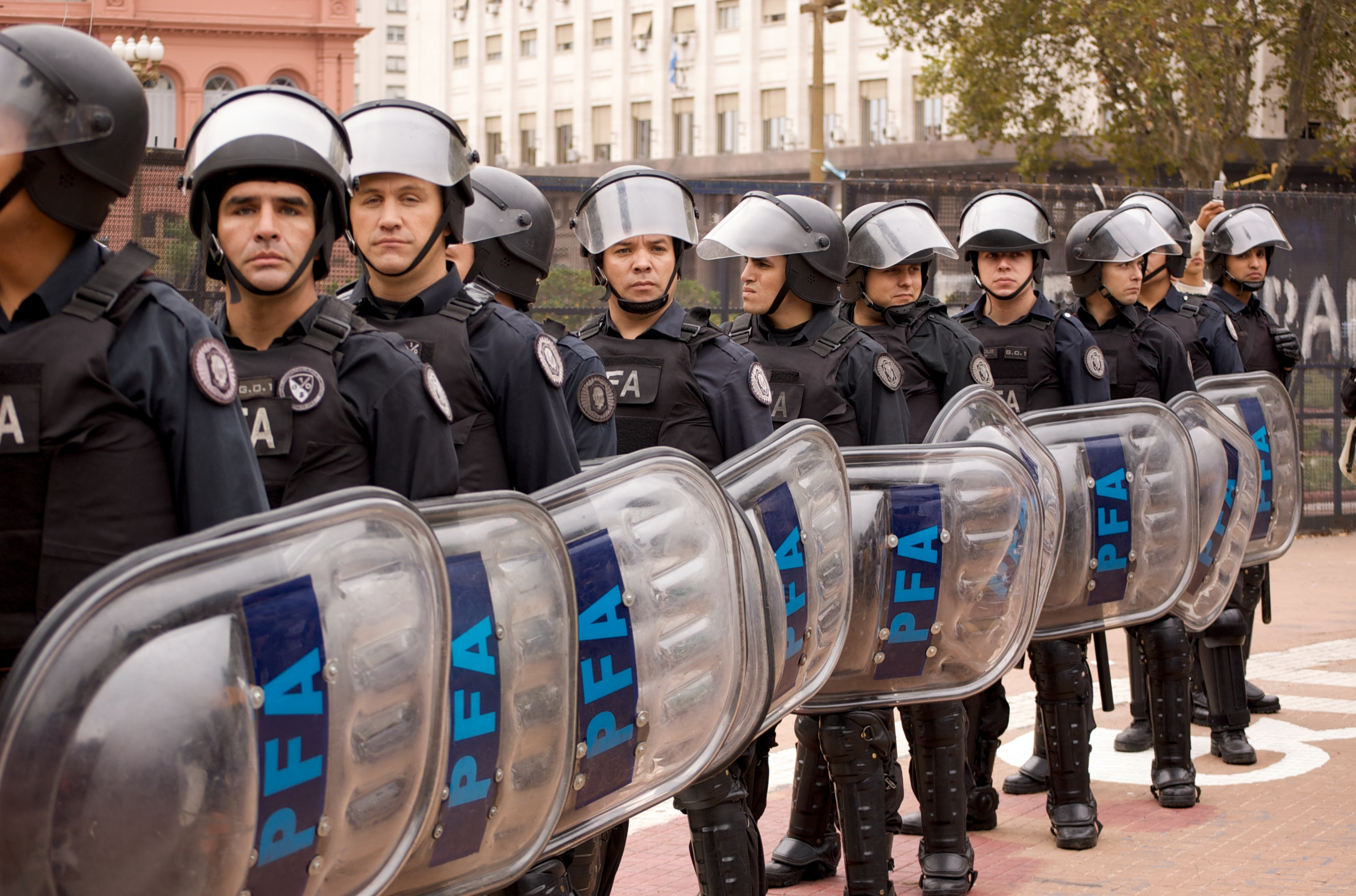
Agentes da PFA

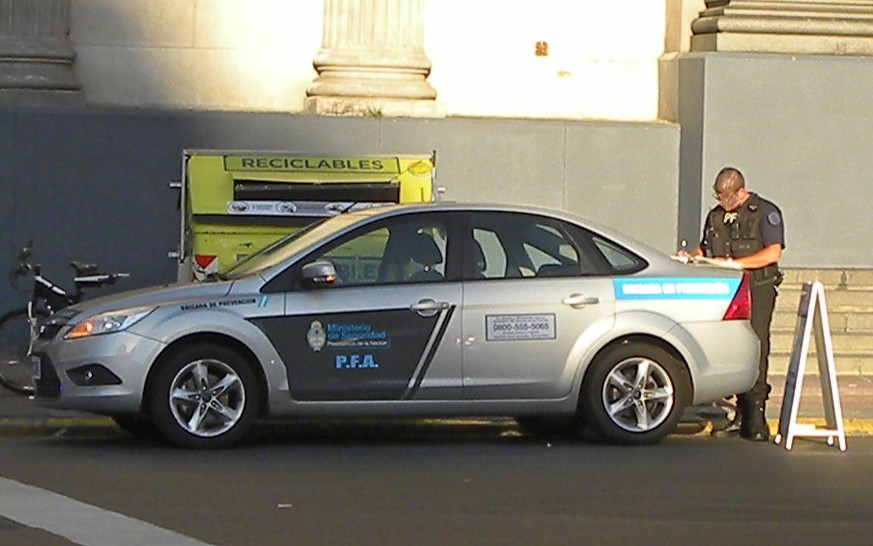
Viatura da PFA em Buenos Aires

A PFA está subordinada ao Ministério do Interior argentino. A organização é comandada pelo Chefe da PFA, o Comisario General (Comissário Geral), assistido pelo Encarregado-Chefe da PFA.
A sede da PFA, conhecida como o Departamento Central de Policía, está localizada na rua Moreno, 1650, Buenos Aires.
É uma força policial encarregada da investigação de crimes que ocorrem na jurisdição de duas ou mais províncias ou dos delitos da competência exclusiva federal, como o narcotráfico, os crimes ambientais e o tráfico de pessoas.
Dispõe de uma agência de inteligência (Inteligência da Polícia Federal Argentina) e de um instituto universitário (Instituto Universitário da Polícia Federal Argentina) que oferece cursos de bacharelado em direito, criminalística e segurança pública, dentre outros.
A corporação esta organizada em 13 superintendências, das quais dependem os seus demais órgãos. Já seus 53 comissariados e outras unidades operacionais e administrativas na Cidade de Buenos Aires foram repassadas a PCBA. 

### Estrutura
- Chefatura da PFA
- Sub chefatura
- Superintendências
  - Superintendência de Administração
  - Superintendência do Bem Estar
  - Superintendência Federal de Bombeiros
  - Superintendência do Interior
  - Superintendência de Investigações Federais
  - Superintendência de Planejamento e Desenvolvimento
  - Superintendência de Pessoal, Instrução e Direitos Humanos
  - Superintendência de Polícia Científica
  - Superintendência de Comunicações
- Direções Gerais Autônomas
  - Direção Geral Autônoma de Assuntos Jurídicos
  - Direção Geral Autônoma de Assuntos Internos

As Superintendências são dirigidas por superintendentes.

## Grupo Especial de Operações Federais (G.E.O.F.)
É uma divisão de operações especiais pertencente  à Polícia Federal Argentina, treinada para desempenhar missões antiterroristas e antinarcóticos. Tem como atribuições proteger chefes de estado que visitam o país e atuar em situações de resgate de reféns.
Está constituída por um grupo de elite de ação rápida empregado para intervir nas ocorrências que apresentem dificuldades para os demais policiais da força.

## Hierarquia

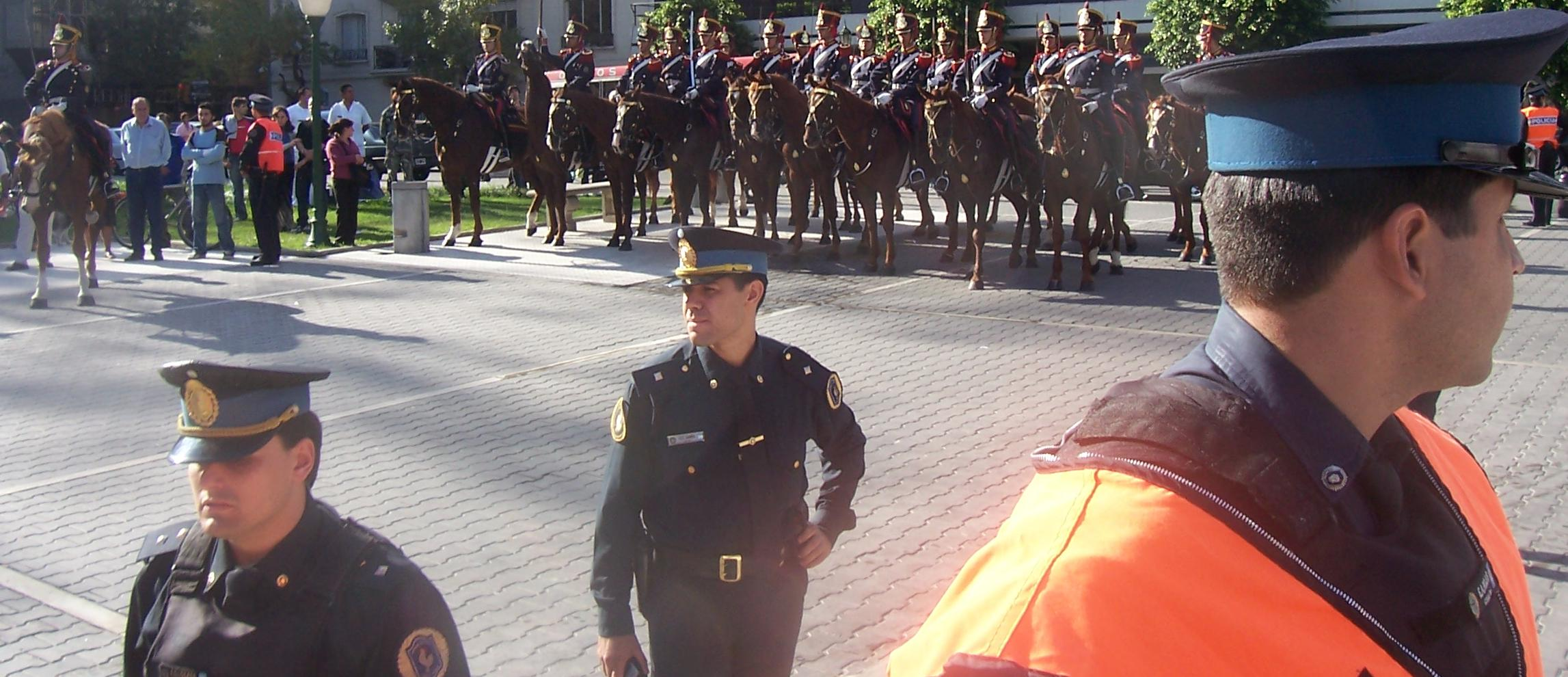
Oficiais da PFA em Buenos Aires

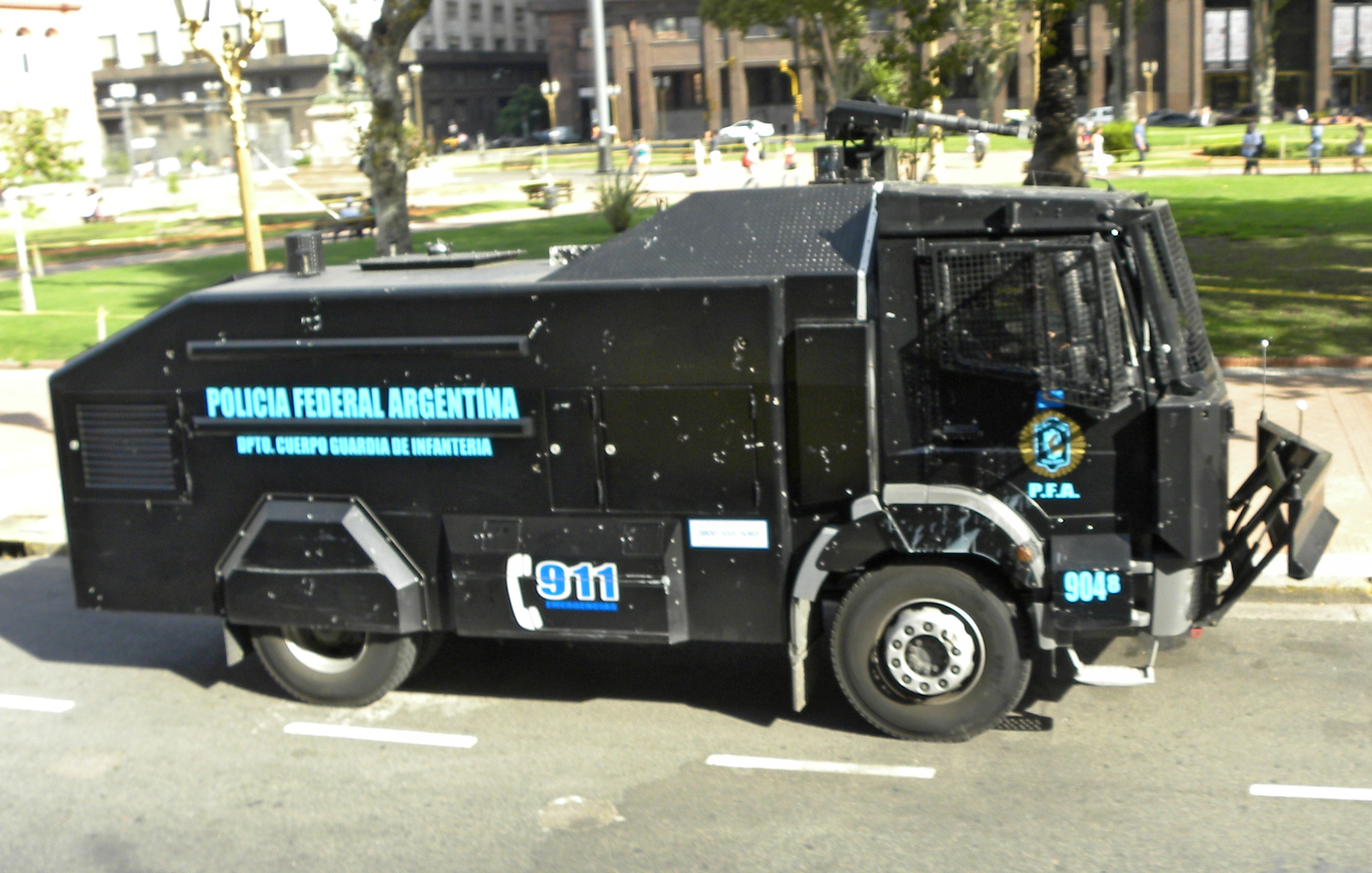
Viatura para controle de distúrbios da PFA.

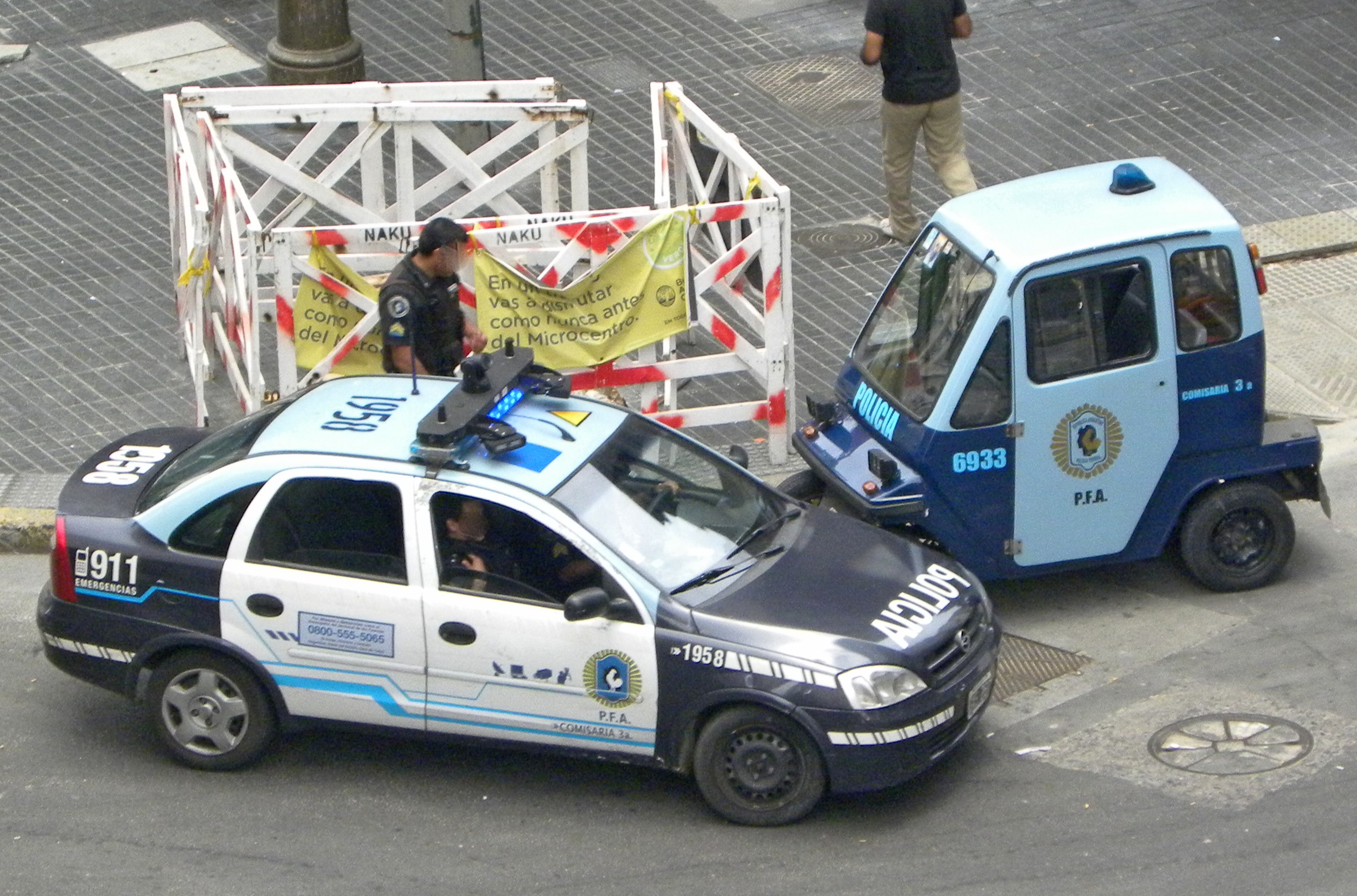
Veículos da PFA em uso em Buenos Aires.

A PFA é estruturada em carreira, devendo o ingresso ocorrer necessariamente pelo posto de Aspirante (recém saído da Academia de Polícia), podendo o policial chegar a Comissário Geral no final da carreira. A hierarquia na PFA, é a seguinte:
- Comissário Geral (Chefe de Polícia)
- Comissário Maior
- Comissário Inspetor
- Comissário
- Subcomissário
- Oficial Principal
- Oficial Inspetor
- Oficial Sub-inspetor
- Oficial Ajudante
- Suboficial maior
- Suboficial Auxiliar
- Suboficial Escrevente
- Primeiro Sargento
- Sargento
- Primeiro Cabo
- Cabo
- Agente-bombeiro
- Aspirante